# معركة سطيف
وقعت معركة سطيف في يوم الخميس غرة صفر 538 هـ الموافق ل7 مايو 1153م، في منطقة سطيف، بين الجيوش العربية من جهة، وجيش الدولة الموحدية، بقيادة الخليفة عبد المؤمن، من جهة أخرى. انتهت المعركة بانتصار الموحدين. كانت هذه المعركة كاسرة شوكة بني هلال.

## خلفية
بعدما سقط آخر السلاطين الحماديين يحيى بن عبد العزيز (1121-1152 م) بعد دخول الموحدين إلى عاصمته بجاية سنة 1152م، وتملك عبد المؤمن جميع بلاد يحيى بن عبد العزيز دون قتال، اجتمع العرب من بني هلال والأثبة وعدي ورياح وزغيف وغيرهم من طرابلس حتى أقصى المغرب على محاربته خشية طردهم من أرض المغرب وقالوا «إن جاورنا عبد المؤمن أجلانا من بلاد المغرب. وليس الرأي إلا اللقاء معه، وأخذه بالجد. وإخراجه من البلاد قبل أن يتمكن» وتحالفوا على التعاون والتعاضد. وعزموا على لقائه بالرجال والأهل والمال، فأرسل رجار الإفرنجي صاحب صقلية إلى أمراء العرب وهم محرز بن زياد وجبارة بن كامل وحسن بن ثعلب وغيرهم خطابًا يحثهم على لقاء عبد المؤمن وعارضًا عليهم مددًا بخمسة آلاف فارس بشرط إرسال رهائن إليه فشكروه واعتذروا عن قبول عرضه قائلين «لا حاجة لنا إلى نجدته. ولا نستعين على المسلمين بغيرهما.».

## المعركة
أدرك الخليفة الموحدي عبد المؤمن بن علي، و هو مغادر من مدينة بجاية، أن كتلة لا حصر لها من العرب تتقدم ضده. فقام مسرعا بتجهيز أكثر من 30 ألف من الخيالة بقيادة عبد الله بن عمر الهينلافي وسعد الله بن يحيى. وطاردتهم الخيالة حتى حاصرتهم نواحي سطيف بين الجبال وباغتهم وهم على غير أهبة، والتقى الجمعان واقتتلوا قتالًا شديدًا، وانجلت المعركة عن هزيمة العرب وفرارهم تاركين ورائهم أموالهم وأهاليهم وأولادهم ونعمهم.
في رواية أخرى أن بنو هلال كانوا ربع عدد جيش الموحدين المقدرين بحوالي ثلاثين ألفا وصمدوا في محاربة هذا الجيش حتى أن نسائهم حاربت إلى جانب الرجال

## الحصيلة والتبعات
بعد فرار العرب تاركين ورائهم أموالهم وأهاليهم وأولادهم ونعمهم حملت هذه الغنائم إلى عبد المؤمن فقسم الأموال على العسكر وترك النساء والأولاد تحت الاحتياط. ووكل بهم الخصيان يخدمونهم وأمر بصيانتهم ونقلهم معه إلى مراكش وانزلهم قي المساكن الفسيحة وأجرى عليهم النفقات الواسعة. وأمر عبد المؤمن ابنه محمدًا بمكاتبة العرب ويعلمهم أن نساءهم وأولادهم تحت الاحتياط والحفظ والصيانة. وأمرهم أن يحضروا لتسلمهم إليهم. فلما وصل كتابه اليهم سارعوا إلى المسير إلى مراكش. فأعطاهم عبد المؤمن نسائهم وأولادهم وأحسن إليهم ووصلهم بالأموال الجزيلة فمالت قلوبهم بذلك وأقاموا عنده واستعان بهم على ولاية ابنه محمد العهد بعده.